# Kuala Terengganu

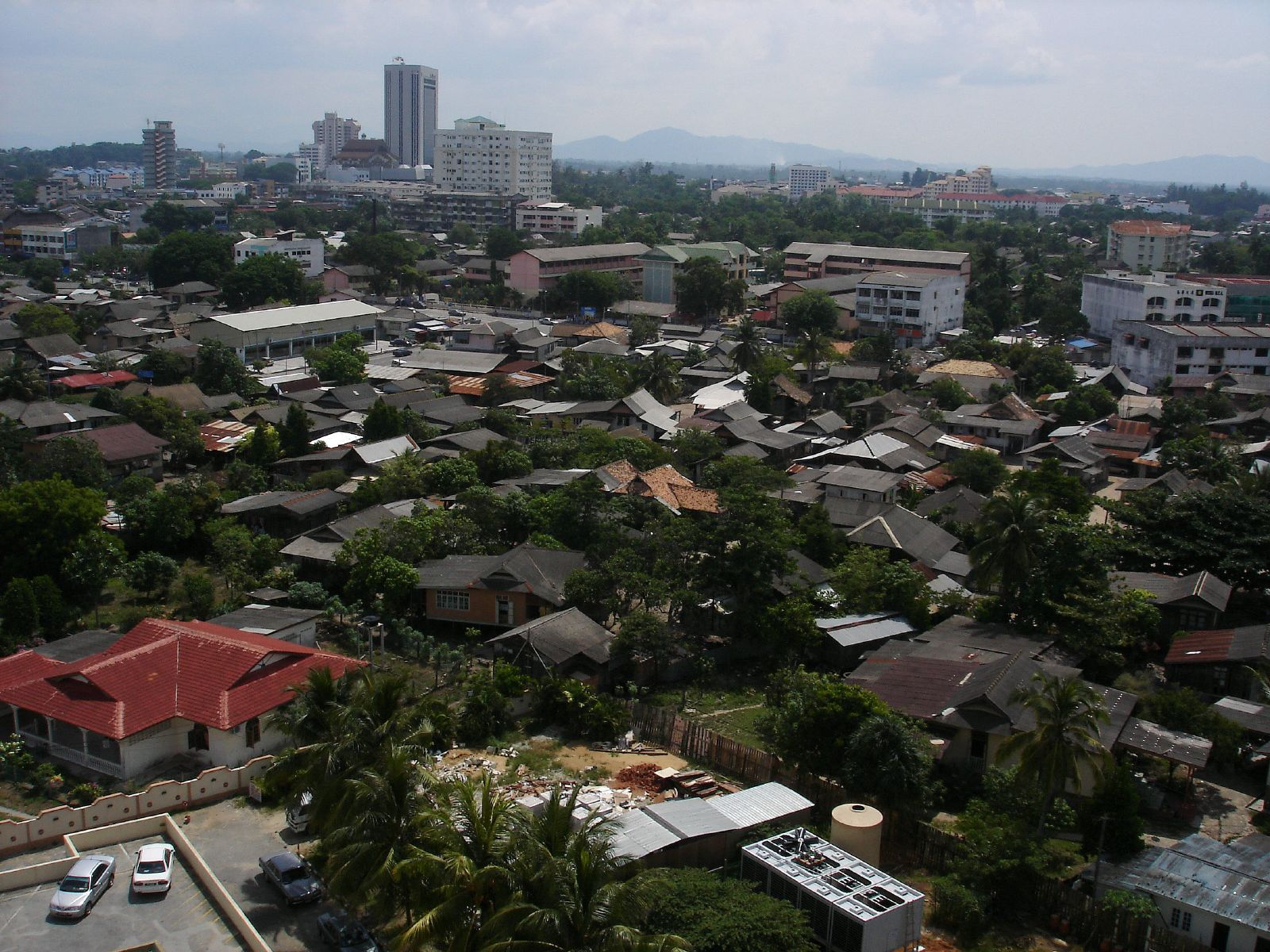

Kuala Terengganu – miasto w Malezji, na wschodnim wybrzeżu Półwyspu Malajskiego, przy ujściu rzeki Terengganu do Morza Południowochińskiego, stolica stanu Terengganu. Około 298 tys. mieszkańców.